# David H. Huntoon

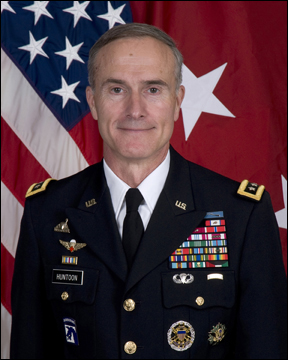
David H. Huntoon (2010)

David Holmes Huntoon, Jr. (* 27. Oktober 1951 in Deutschland) ist ein pensionierter Generalleutnant der United States Army. Er war unter anderem als Superintendent Leiter der Militärakademie West Point.
Nach seiner Schulzeit durchlief David Huntoon zwischen 1969 und 1973 die US-Militärakademie West Point. Nach seinem Abschluss wurde er als Leutnant der Infanterie zugewiesen. In der Armee durchlief er anschließend alle Offiziersränge vom Leutnant bis zum Drei-Sterne-General. Bis 1986 diente er in verschiedenen Infanterieeinheiten in den Vereinigten Staaten und beim 7th Army Training Command in Vilseck sowie bei einer in Aschaffenburg stationierten Einheit der 3. Infanterie-Division. In den Jahren 1986 bis 1988 absolvierte er das Command and General Staff College in Fort Leavenworth in Kansas sowie die School for Advanced Military Studies.
Danach wurde er als Stabsoffizier dem XVIII. Airborne Corps in Fort Bragg in North Carolina zugeteilt. Dabei war er auch an den Entwicklungen der militärischen Pläne für die Operationen Desert Shield und Desert Storm im Rahmen des Zweiten Golfkrieges beteiligt. Zwischen 1992 und 1994 war David Huntoon in Südkorea stationiert, wo er das 5. Bataillon der 20. Infanterie-Division kommandierte und auch als Stabsoffizier eingesetzt war. Von 1994 bis 1995 war er an der zur Stanford University gehörenden Hoover Institution eingeschrieben. Anschließend kommandierte er bis 1997 das 3rd Infantry Regiment. Danach war er Stabsoffizier beim Chief of Staff of the Army, ehe er stellvertretender Kommandeur der in Fort Hood in Texas stationierten 1. Kavallerie-Division wurde. Zwischen 2000 und 2002 war David Huntoon stellvertretender Leiter des US Army Command and General Staff College.
Nach einer kurzen Zeit als Stabsoffizier in der G3-Abteilung im Hauptquartier des Heeres in Washington, D.C., wo er als Direktor für Strategien und Planungen tätig war, wurde Huntoon im August 2003 zum Leiter des United States Army War College in Carlisle in Pennsylvania ernannt. Dieses Amt bekleidete er zwischen dem 15. August 2003 und dem 21. Januar 2008. Danach war er Stabsoffizier (Director of the Army Staff) im Pentagon. Sein letztes militärisches Amt bekleidete er zwischen 2010 und 2013, als er in der Nachfolge von Franklin L. Hagenbeck 58. Leiter der Militärakademie in West Point wurde. Diese Funktion übte er bis zu seinem Eintritt in den Ruhestand im Jahr 2013 aus.
Während seiner Zeit als Superintendent der Militärakademie kamen Vorwürfe gegen ihn auf, er habe unter anderem das Personal der Akademie für persönliche Zwecke missbraucht. Eine Untersuchung wurde eingeleitet, deren Ergebnisse aber zunächst geheim gehalten wurden und erst kurz vor dem Eintritt des Generals in den Ruhestand teilweise veröffentlicht wurden. Ein großer Teil des veröffentlichten Berichts ist noch immer unkenntlich geschwärzt. Die Untersuchung kam zu dem Schluss, dass der General Regierungsangestellte tatsächlich für private Zwecke eingesetzt hat. Weitere Anschuldigungen wurden als nichtzutreffend befunden. Dem Heeresstaatssekretär wurde empfohlen, entsprechende Maßnahmen gegen den General zu ergreifen. Allerdings sind keine Konsequenzen für Huntoon bekannt, was möglicherweise mit seinem zwischenzeitlichen Eintritt in den Ruhestand zusammenhängt.
Nach seiner militärischen Laufbahn war David Huntoon Mitglied des Board of Trustees der Naval Postgraduate School. Er ist als Berater tätig und hält unter anderem Gastvorträge an der George Washington University sowie an anderen ähnlichen Einrichtungen weltweit. Er veröffentlicht Abhandlungen über aktuelle Themen und ist auch in den gängigen Medien mit Interviews präsent.

## Orden und Auszeichnungen
General David Huntoon erhielt im Lauf seiner militärischen Laufbahn unter anderem folgende Auszeichnungen:
- Army Distinguished Service Medal
- Legion of Merit
- Bronze Star Medal
- Defense Meritorious Service Medal
- Meritorious Service Medal
- Joint Service Commendation Medal
- Army Commendation Medal
- Joint Service Achievement Medal
- Joint Meritorious Unit Award
- Superior Unit Award
- National Defense Service Medal
- Armed Forces Expeditionary Medal
- Southwest Asia Service Medal
- Global War on Terrorism Service Medal
- Korea Defense Service Medal
- Army Service Ribbon
- Overseas Service Ribbon
- Ordre national du Mérite (französisch)
- Kuwait Liberation Medal (Saudi-Arabischer Orden)
- Kuwait Liberation Medal (Kuwaitischer Orden)

Hinzu kommen noch diverse Auszeichnungsabzeichen.